# Samsz ad-Daula
Samsz ad-Daula (tudományos átiratban Šams ad-Dawla, arab betűkkel شمس الدولة), eredeti nevén Abu l-Haszan Ali (tudományos átiratban Abū l-Ḥasan ʿAlī, arab betűkkel أبو الحسن علي; ? – Hamadán, 1021) dzsibáli fejedelem, a dajlami származású Buvajhidák dinasztiájának tagja, Fahr ad-Daula fia volt. A tartomány középső és nyugati, Hamadán és Kermánsáh központú részét örökölte apjától 997-ben, de fivére, a Rajjban és Iszfahánban uralkodó Madzsd ad-Daula ellenében több alkalommal is megpróbált fellépni, de csak ideiglenes sikereket ért el.

## Uralkodása
Fahr ad-Daula 997-ben bekövetkezett halálakor Rajjban négyéves fia, Madzsd ad-Daula örökölte a trónt, míg Hamadánban egy szintén kiskorú fia került trónra Samsz ad-Daula („a dinasztia Napja”) személyében. Amikor Madzsd ad-Daula 1006/1007 folyamán megpróbált a Kermánsáh környékét uraló kurd Badr ibn Haszanúja segítségével megszabadulni anyja, az energikus Szajjida gyámságától, Badr Samsz ad-Daulával együtt Rajjba vonult, elfogta és bebörtönöztette fivérét és egy időre Samsz ad-Daula vált a teljes dzsibáli fejedelemség urává. Mivel azonban testvérénél is önállóbbnak bizonyult, egy év után helyreállt a korábbi helyzet. Badr 1014/1015-ben bekövetkezett halálát követően megszerezte annak területeit, majd vereséget mért az unokájára és fiára is; így megerősödve Rajj ellen támadt, ahonnan Szajjida és Madzsd ad-Daula elmenekült, de amikor üldözni akarta őket, hadserege fellázadt, így hódítását feladva kénytelen volt visszatérni Hamadánba. Ebben az időben a nyugaton Avicenna néven ismert Ibn Szína volt az udvari orvosa, akit rövidesen vezírjévé tett.
1020/1021-ben újabb lázadás tört ki a hadseregben, Samsz ad-Daula pedig Iszfahán Madzsd ad-Daulától elszakadt helytartójától, Ibn Kákújától – egyébként Szajjida unokatestvére annak anyai nagybátyjától, amint a neve is mutatja – kért segítséget a leverésükhöz. Röviddel a török katonák leverését követően, még 1021 folyamán elhunyt. Utódja a fia, Szamá ad-Daula lett, akit két év múltán Ibn Kákúja buktatott meg.